# Herbert Marxen
 Herbert Johannes Marxen (27 januar 1900 i Flensborg - 28 juli 1954 sammesteds) var en tysk kunstner, tegner og maler. I de sidste år af Weimarrepublikken, var han den travleste satiriske kunstner i magasinet Jugend.
Marxen gik på kunsthåndværksskole i Flensborg, fra 1917 til 1921. Derefter skiftede han til kunsthåndværkerskolen i Hamborg for at færdiggøre sin uddannelse som reklametegner. Her kom han for første gang i kontakt med den moderne kunst.
I 1930 blev han fastsat på ugebladet Jugend i München og her udgav han to karikaturer om ugen og fremstillede i løbet af de næste to år over 200 karikaturer, af hvilke ca. 40 beskæftigede sig med politiske emner. Han tegnede både karikaturer rettet mod NSDAP, SPD og det katolske Zentrum-parti.
Efter septembervalget i 1930 begyndte han sammen med andre kunstnere at offentliggøre indlæg mod nationalsocialismen. Både Jugend og Simplicissimus indstillede angrebene mod nationalsocialismen på grund af økonomiske og redaktionelle problemer. I august 1932 blev Marxen sagt op hos Jugend.
Han forsøgte nu at levere karikaturer til det nationalsocialistiske satiremagasin Brennessel. Men hans planer mislykkedes: Gestapo beslaglagde i begyndelsen af 1938 omkring 200 af hans værker. Den 28. juni 1938 fulgte udelukkelsen fra "Reichskammer der bildenden Künste".

## Galleri
- Nordmarkplakat 
1922
- Wollt ihr den totalen Krieg? 
1945
- Die Neureichen 
ca. 1950